# Винники (Харьковская область)
Винники (укр. Винники) — село, 
Станичненский сельский совет,
Нововодолажский район,
Харьковская область.
Код КОАТУУ — 6324285003. Население по переписи 2001 года составляет 80 (31/49 м/ж) человек.

## Географическое положение
Село Винники находится на реке Камышеваха.
Река в этом месте пересыхает, на ней сделано несколько запруд.
Выше по течению на расстоянии в 4 км расположено село Станичное,
ниже по течению на расстоянии в 4 км расположено село Мокрянка (Красноградский район).
В 1,5 км находится село Литовки.
Через село проходит автомобильная дорога Р-51.

## Достопримечательности
- Братская могила советских воинов. Похоронено 26 воинов.